# 治安保卫委员会
治安保卫委员会，简称“治保”、“治保会”，是中华人民共和国基层群众性的治安保卫组织，在基层地方人民政府和公安保卫机关领导下工作。

## 历史
《治安保卫委员会暂行组织条例》1952年6月27日经中央人民政府政务院批准，1952年8月11日中央公安部发布。现行有效。治安保卫委员会的建立，城市一般以机关、工厂、企业、学校、街道为单位，农村以行政村为单位，其委员名额，应视各单位人数多寡、情况繁简，由三人至十一人组成之，设主任一人并得设副主任一人至二人。各地于治安保卫委员会建立后，视情况需要，经市、县公安局批准，得建立治安保卫小组，由群众推选积极分子三人至五人组成之；内设组长一人，在治安保卫委员会领导下进行工作。
1980年1月24日公安部发布《关于继续贯彻执行<治安保卫委员会暂行组织条例>的通知》规定，农村以生产大队为单位，城市街道以居民委员会为单位，厂矿、企业和其他事业单位按基层行政单位或生产组织设立。
2004年9月13日国务院第64次常务会议通过《企业事业单位内部治安保卫条例》，自2004年12月1日起施行。
1995年2月28日第八届全国人民代表大会常务委员会第十二次会议通过，2012年10月26日第十一届全国人民代表大会常务委员会第二十九次会议修改的《中华人民共和国人民警察法》第六条　公安机关的人民警察按照职责分工，依法履行下列职责：（十三）指导和监督国家机关、社会团体、企业事业组织和重点建设工程的治安保卫工作，指导治安保卫委员会等群众性组织的治安防范工作。